# آنجلو هیوز
آنجلو هیوز (انگلیسی: Angelo Hugues؛ زادهٔ ۳ سپتامبر ۱۹۶۶) بازیکن فوتبال سابق اهل فرانسه است که به عنوان دروازه‌بان بازی می‌کرد.
از باشگاه‌هایی که در آن بازی کرده‌است می‌توان به باشگاه ورزشی الغرافه، باشگاه فوتبال ویسوا کراکوف، باشگاه فوتبال المپیک لیون، باشگاه فوتبال گنگام، باشگاه فوتبال باستیا، باشگاه فوتبال متس، باشگاه فوتبال موناکو، و باشگاه فوتبال لوریان اشاره کرد.